# Allaphis
Allaphis (лат.) — род тлей из подсемейства Saltusaphidinae (Thripsaphidini). Около 10 видов. Северная Америка (в том числе Гренландия), Европа, Россия, Новая Зеландия.

## Описание
Мелкие насекомые, длина около 2 мм.
Ассоциированы с однодольными растениям рода Осока (Carex). Диплоидный набор хромосом 2n=10 (Allaphis californica, Allaphis foxtonensis, Allaphis verrucosa ). Ранее эти виды трактовались в качестве подрода (Trichocallis) в составе рода Thripsaphis, но Кведнау в 2010 году (Quednau, 2010) установил для них статус отдельного рода.
- Allaphis californica (Hille Ris Lambers, 1974)
- Allaphis cyperi (Walker, 1848)
- Allaphis daviaulti (Quednau, 1966)
- Allaphis foxtonensis
- Allaphis hybrida  (Hille Ris Lambers, 1974)
- Allaphis ossiannilssoni  (Hille Ris Lambers, 1952)
- Allaphis pacifica  (Hille Ris Lambers, 1974)
- Allaphis producta  (Gillette, 1917)
- Allaphis scabra  (Hille Ris Lambers, 1974)
- Allaphis stromi  Quednau, 2010
- Allaphis utahensis  (Knowlton & L.L. Hall, 1950)
- Allaphis verrucosa  (Gillette, 1917)